# Les Mathes

Les Mathes este o comună în departamentul Charente-Maritime, Franța. În 1 ianuarie 2022 avea o populație de 2.184 de locuitori.